# Monumento a Ignacio de Herrera y Vergara
El monumento A Ignacio de Herrera y Vergara  es un monumento en la ciudad de Santiago de Cali, capital del Valle del Cauca. Es una estatua pedestre en bronce fundido sobre un pedestal.
El monumento es un homenaje a Ignacio de Herrera y Vergara, caleño insigne y prócer de la independencia de Colombia, colaborando con el acta de independencia de la República, en donde aparece su firma.

## Historia
En 1924 el Concejo Municipal de Santiago de Cali decidió honrar a Ignacio de Herrera y Vergara por sus grandes aportes a la independencia de la nación, especialmente en el movimiento del 20 de julio de 1810. Para ello se expidió el acuerdo 023 de 1924 que ordenaba el homenaje a Ignacio de Herrera y Vergara mediante un monumento. La encargada de organizar la construcción del monumento fue la Junta de Festejos, nombrada por el Consejo Municipal.
El lugar elegido por la Junta para emplazar el monumento fue la plaza de San Nicolás que luego pasaría a llamarse Plaza 20 de Julio, en el barrio del mismo San Nicolás. La estatua del prócer fue elaborada por Antonio Rodríguez del Villar, bajo la guía del bogotano Eduardo Posada.
Finalmente el 20 de junio de 1927 se organizó un desfile militar desde la Plaza de Cayzedo hasta la plaza de San Nicolás para inaugurar el monumento, y que contó con la presencia del Gobernador del Valle del Cauca, miembros del Consejo de Cali y delegados de Bogotá y de las Ciudades Confederadas del Valle del Cauca.